# Hyphessobrycon albolineatum
Hyphessobrycon albolineatum és una espècie de peix de la família dels caràcids i de l'ordre dels caraciformes.

## Morfologia
- Els adults poden assolir 2,6 cm de llargària total.[2]

## Hàbitat
Viu a àrees de clima tropical.

## Distribució geogràfica
Es troba a Sud-amèrica: riu Autana (conca del riu Orinoco).